# Luthrodes kaiphas
Luthrodes kaiphas är en fjärilsart som beskrevs av Hans Fruhstorfer 1915. Luthrodes kaiphas ingår i släktet Luthrodes och familjen juvelvingar. Inga underarter finns listade i Catalogue of Life.